# Francisco Balbi di Correggio
Francisco Balbi di Correggio (Correggio, 1505. március 16. – 1589. december 12.) olasz katona, történetíró, aki részt vett a török támadók visszaverésében Máltán 1565-ben. Az ott átélteket könyvben örökítette meg, amely fontos forrása az akkori események kutatóinak.
Francisco Balbi muskétásként szolgált Málta török ostroma alatt a spanyol különítményben. Életétől csak annyit lehet tudni, amennyit a Málta ostroma című könyvben leírt. Kötete 1567-ben Spanyolországban jelent meg először. Egy évvel később egy felülvizsgált és kiegészített kiadványt jelentetett meg. Balbi könyvére támaszkodott Giacomo Bosio, a Szent János-rend hivatalos krónikása is, akinek az ostromról szóló műve 1588-ban jelent meg.

## Fordítás
- Ez a szócikk részben vagy egészben  a   Francisco Balbi di Correggio című angol Wikipédia-szócikk ezen változatának fordításán alapul.  Az eredeti cikk szerkesztőit annak laptörténete sorolja fel. Ez a jelzés csupán a megfogalmazás eredetét és a szerzői jogokat jelzi, nem szolgál a cikkben szereplő információk forrásmegjelöléseként.